# Teracotona strigosa
Teracotona strigosa är en fjärilsart som beskrevs av Heinrich Benno Möschler 1872. Teracotona strigosa ingår i släktet Teracotona och familjen björnspinnare. Inga underarter finns listade i Catalogue of Life.